# Thranius triplagiatus
Thranius triplagiatus là một loài bọ cánh cứng trong họ Cerambycidae.